# 亞歷山德里夫卡 (里夫內區)
51°0′37″N 26°26′51″E / 51.01028°N 26.44750°E
亞歷山德里夫卡（烏克蘭語：Олександрівка），是烏克蘭西北部里夫內州里夫內區的村莊，始建於1938年，面積1.43平方公里，海拔高度175米，2001年人口187，人口密度每平方公里130.8人。